# Euphorbia ritchiei
Euphorbia ritchiei es una especie de fanerógama perteneciente a la familia de las euforbiáceas. Es nativa de Kenia.

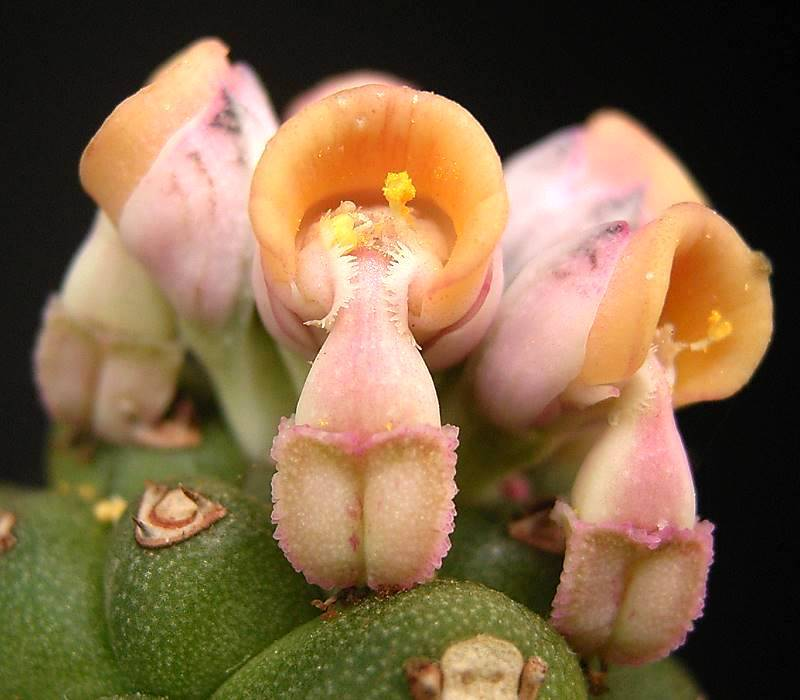
Detalle de la flor en forma de ciato

## Descripción
Se trata de una planta perenne con tallosuculento y  con las inflorescencias en ciatios. Tiene un rizoma carnoso grueso, tallos erectos, decumbentes o rizomatosos, de hasta 40 cm de largo, 1,5-3 cm de grosor, mosaico, con prominentes tubérculos cónicos que llevan las hojas por lo general en 5 series en espiral.

## Ecología
Se encuentra en las empinadas laderas pedregosas; en los pastizales de las laderas rocosas, pendientes del cráter volcánico, entre rocas de lava; a una altitud de ± 1150-1300 metros.
Especie cercana a Monadenium guentheri.

## Taxonomía
Euphorbia ritchiei fue descrita por (P.R.O.Bally) Bruyns y publicado en Taxon 55: 415. 2006.
Etimología
Euphorbia: nombre genérico que deriva del médico griego del rey Juba II de Mauritania (52 a 50 a. C. - 23), Euphorbus, en su honor – o en alusión a su gran vientre –  ya que usaba médicamente Euphorbia resinifera. En 1753 Carlos Linneo asignó el nombre a todo el género.
ritchiei: epíteto otorgado en honor del capitán Archie T.A. Ritchie, zoólogo y oficial de la Armada Inglesa que residió y trabajó en Kenia en los Parques Nacionales.
Variedades
- Euphorbia ritchiei ssp. marsabitensis (S.Carter) Bruyns 2006
- Euphorbia ritchiei ssp. nyambensis (S.Carter) Bruyns 2006
- Euphorbia ritchiei ssp. ritchiei

Sinonimia
- Monadenium ritchiei P.R.O.Bally (1959).[6][7]